# Huberta (Flusspferd)

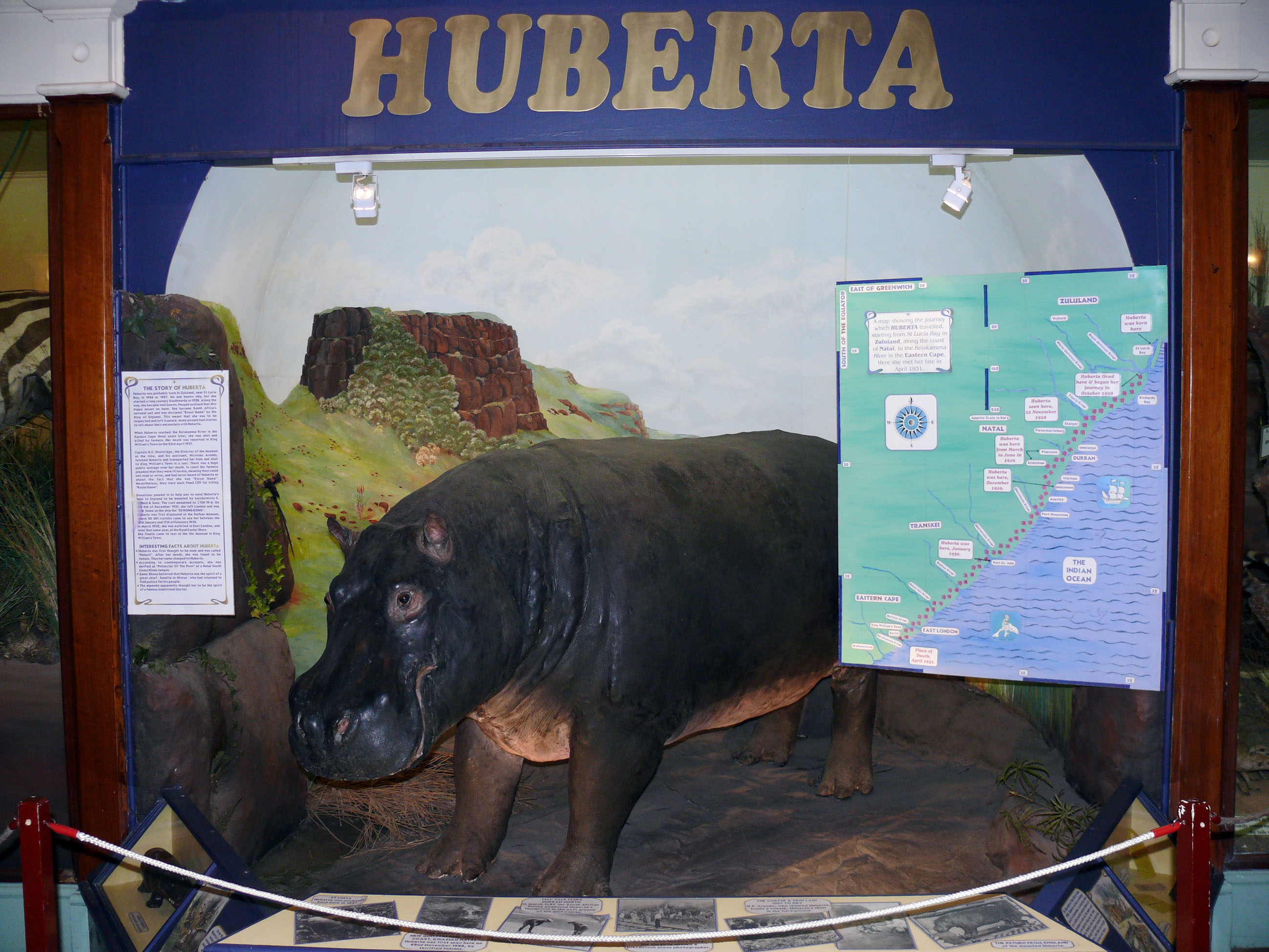
Ausgestopfter Kadaver von Huberta im Kaffrarian Museum

Huberta war ein südafrikanisches Flusspferd, das durch seinen Wandertrieb bekannt wurde.
Im November 1928 verließ Huberta ihre Heimat und durchwanderte Natal in Richtung Süden. Schon bald wurde sie von Zoologen und von Vertretern der Presse, die sie zunächst für einen Nilpferdbullen hielten und ihr den Namen Hubert gaben, begleitet. Versuche, das Tier einzufangen, scheiterten und wurden schließlich verboten – Huberta wurde zum königlichen Wild erklärt und, wo immer sie auftauchte, begeistert begrüßt und gefüttert. In drei Jahren legte sie eine Strecke von etwa 1600 km zurück. Im April 1931 wurde Huberta bei King William’s Town von drei Jägern erschossen. Der Kadaver wurde präpariert und heute steht das ausgestopfte Tier im Kaffrarian Museum in Kingwilliamstown. Die Jäger wurden identifiziert und zu je 25 Rand Strafe verurteilt.
Hubertas Wanderung wurde Thema eines Buches von Grete Weiskopf mit dem Titel Hubert, das Flusspferd. Die Bildhauerin Sonja Zytkow schuf um 1970 in Sausalito, Kalifornien ein Denkmal für Huberta, das allerdings 1989 einem Erdbeben zum Opfer fiel.